# Rajani Etimarpu
Rajani Etimarpu (en télougou : రజని ఏటిమార్పు, et en hindi : रजनी एतिमारपु) est une joueuse de hockey sur gazon indienne. Elle évolue au poste de gardienne de but au Railway Sports Promotion Board et avec l'équipe nationale indienne.

## Biographie
Rajani est née le 9 juin 1990 dans l'état d'Andhra Pradesh.

## Carrière
Elle a débuté en équipe nationale en 2009.

## Palmarès
- : 1re au Champions Trophy d'Asie 2016.
- : 1re au Coupe d'Asie 2017.
- : 2e au Champions Trophy d'Asie 2013.
- : 2e aux Jeux asiatiques 2018.
- : 3e au Champions Trophy d'Asie 2010.
- : 3e au Coupe d'Asie 2013.
- : 3e au Coupe d'Asie 2022.
- : 3e à la Ligue professionnelle 2022.